# Særtransport
|  | Dublet Denne artikel handler om det samme som Blokvogn. (Diskutér artiklen) |

Særtransport er transport med omfangsrig gods, for eksempel vindmøllevinger
Ved transporter, på vejnettet, der medfører overskridelse af bestemmelser om køretøjers største bredde, længde, højde, akseltryk og totalvægt kræves der en transporttilladelse til særtransport udstedt af politiet.